# Universidade de Wyoming
A Universidade do Wyoming (em inglês:  University of Wyoming; sigla: UW) é uma instituição pública estadual de ensino superior localizada em Laramie, no estado do Wyoming, nos Estados Unidos. A Universidade do Wyoming é o principal estabelecimento superior de ensino do estado. A universidade oferece 41 cursos de ensino superior.
A Universidade do Wyoming é a única a oferecer títulos de pós-graduação no estado. Os estudos na área de Ciências da Natureza e de Recursos Naturais oferecidos na universidade são particularmente reconhecidos por sua excelência. Entre os estudantes notáveis que se graduaram na Universidade do Wyoming, encontram-se o político Dick Cheney e o empresário Jerry Buss.